# Karlheinz Scherer
Karlheinz Scherer (* 8. Oktober 1929 in Lörrach; † 13. Januar 2008 in Efringen-Kirchen) war ein deutscher Maler, Zeichner und Grafiker. Er erhielt zahlreiche Stipendien und Preise, darunter den Hans-Thoma-Staatspreis des Landes Baden-Württemberg (1965) und den Reinhold-Schneider-Preis der Stadt Freiburg im Breisgau (1982).

## Leben und Werk
Scherer studierte von 1951 bis 1956 Malerei an der Kunstakademie Freiburg, (heute eine Zweigstelle der Staatlichen Akademie der Bildenden Künste Karlsruhe); die letzten beiden Jahre als Meisterschüler von Adolf Strübe.
Mit Horst Antes, Jürgen Brodwolf, Peter Dreher und Dieter Krieg gehörte er zu einer Gruppe junger Maler aus dem Süddeutschen, die in den 1960er Jahren als Vertreter einer Neuen Figuration reüssierten. An gegenständlicher Darstellung orientiert waren sie Teil jener überregionalen Bewegung gegen das Informel, die auf internationaler Ebene als Nouveau Réalisme oder auch Pop-art bekannt wurde.
Der Siegeszug der Pop-art bestätigte und beflügelte den jungen Künstler, der trotz der Prominenz abstrakter Tendenzen im Nachkriegskunstbetrieb stets an Figur und Gegenstand festgehalten hatte: „Scherers Bilder werden größer und selbstbewusster, die Farben leuchtender. Jetzt ist er ganz bei sich und in seiner Zeit angekommen.“ Er malte Krawatten für die Berge, Hosenträger, Speckseiten, aber auch Postergirls, Bentley und Rolls-Royce. Das Resultat war eine eigenwillige regionale Interpretation des Neuen Realismus in Form von „ironisch-trashigen Heimat-Pop–Idyllen“. Lokale und persönliche Motive mischten sich mit medialen Inszenierungen von Realität. In einer Serie von übermalten und dabei zum Teil ins Groteske überformten Illustriertenfotos konterkarierte er die haltlosen Versprechungen der Werbewirtschaft von Schönheit und Glück.
Scherers Skepsis galt jedoch nicht nur dem schönen Schein kommerzieller Bildwelten. Das zeigt sich in einer Werkgruppe ornamental-abstrakter Pattern-Bilder, die er 1972 parallel zu den gegenständlichen Arbeiten begann. Auch dort gehen visuelle Kulinarik und Spottlust Hand in Hand. Mit dem Einsatz von Motivwalzen – dem Tapetenersatz ärmerer Zeiten – und handelsüblicher Abtönfarbe reflektierte er den in der informellen Malerei gepflegten Mythos von künstlerischer Genialität und Inspiration: Handwerksmaterial statt Ölfarben und Palette und der schöpferische Akt besteht aus einem mechanischen Reproduktionsverfahren. Scherer formuliert also bereits Anfang der 70er Jahre einen eigenständigen ornamentalen Stil – vor Formierung des Pattern-Art Movements in den USA – und lange bevor der Begriff in Europa durch die gleichnamige Brüsseler Ausstellung Anfang 1979 populär wird.
Das traditionelle Künstlerbild kritisch zu hinterfragen, diese Position teilt er mit jüngeren postmodernen Kollegen. Scherer misstraute dem Anspruch von Kunst mit dem großen „K“, wählte deshalb oft das kleine Format oder ersetzte Öl und Leinwand durch Papier und handelsübliche Abtönfarbe. Deshalb kannte er auch keine Berührungsängste gegenüber Design und den angewandten Künsten, eine Haltung, die erst seit kurzem eine sehr viel jüngere Künstlergeneration teilt.
Seit Mitte der 1970er Jahre widmete Scherer sich neben der Malerei dem Ausbau und der Ausstattung zweier historischer Häuser, die er vor dem Verfall rettete, und entwarf auch selbst einige Möbel. Er verband Architektur, Raum, Kunst und Design zu einem künstlerischen Gesamtkonzept. Seine Interieurs waren Gegenstand zahlreicher Bildstrecken in Architekturmagazinen und Illustrierten.

## Ausstellungen (Auswahl)
- 1961 Junger Westen, Kunsthalle Recklinghausen
- 1962 Schloßmuseum Oldenburg, Kunstverein Oldenburg, mit Brodwolf
- 1967 Wege 67, Museum am Ostwall, Dortmund, mit Antes, Hüppi, Krieg, Polke, Richter, Rückriem u. a.
- 1969 Kunstverein Hochrhein, Säckingen, mit Brodwolf / Galerie Krohn, Badenweiler, (auch 1961)
- 1978 Galerie Liatowitsch, Basel
- 1984 Ausstellung zeitgenössischer Künstler zur Einweihung der Villa Schriever, (Burda KG) mit Dienst, Dreher, Hauser, Hüppi, Völkle u. a.
- 1985 Galerie Denise René Hans Mayer, Düsseldorf
- 1990 Kunstverein Freiburg i. Br., (auch 1980, 1965)
- 1993 Joseph Beuys Archiv Kranenburg
- 1995 Kunstverein Konstanz / Markgräfler Museum Müllheim (mit Brodwolf)
- 2009 Galerie Keller, Kandern, (auch 2005, 2007)
- 2010 Zeitspur, Markgräfler Museum Müllheim, mit Bernd Völkle

## Auszeichnungen und Preise
- 1954 Kunstpreis der Jugend, Baden-Baden
- 1965 Hans-Thoma-Staatspreis des Landes Baden-Württemberg
- 1967 Stipendium der Aldegrever-Gesellschaft, Münster
- 1974 Stipendium Cité Internationale des Arts, Paris
- 1982 Reinhold-Schneider-Preis der Stadt Freiburg